# James River (Virginia)
 For alternative betydninger, se James River. (Se også artikler, som begynder med James River)
James er en flod i Virginia i USA. Den er 660 km lang, og afvander 27.019 km². Et område hvor der bor ca. 2,5 mio. mennesker (2000).

## Geografi
Floden James har sit udspring i Allegheny bjergene, nær Iron Gate hvor Cowpasture River og Jackson River løber sammen. På sin vej passerer den Virginias hovedstad Richmond og har udløb i Chesapeake Bay ved Hampton Roads.

## Historie
Indianerne kaldte floden for Powhatan River. De engelske kolonister opkaldte den efter den engelske konge James den første, som regerede da de byggede den første permanente koloni i Nordamerika – Jamestown – i 1607 ved flodens bredder.
Den øvre del af floden blev udforsket af pelshandlere, som blev sendt af sted af Abraham Wood i slutningen af det 17. århundrede.
Sejlads på floden spillede en vigtig rolle i det tidlige Virginias handelsliv og ved koloniseringen af det indre af landet. Grøntsager fra Piedmont og Great Valley områderne fragtedes ned ad floden til havnen i Richmond gennem flodhavne såsom Lynchburg, Scottsville, Columbia og Buchanan. Nedenfor vandfaldene ved Richmond havde mange plantager deres egne anlægsbroer og der var også havne og i nogle tilfælde jernbane i Warwick, Bermuda Hundred, City Point, Claremont, Scotland, Smithfield og Jamestown .

### Borgerkrigen
Under den amerikanske borgerkrig foregik der mange kamphandlinger i området omkring James River. En af Unionens hære fik endda navnet Army of the James. Et blodigt slag i 1864 foregik ved Bermuda Hundred, og krigens sidste slag foregik ved Appamattox, en biflod til James.

### James River and Kanawha Canal
James River blev også benyttet til transport af grønsager fra Ohio dalen. Kanalen mellem James River og Hanawha River blev bygget til denne transport. Inden kanalen var færdig i midten af 1800-årene kom jernbanen imidlertid til som et billigere og hurtigere alternativ. I 1880-erne blev Richmond and Allegheny Railroad lagt langs kanalens østlige træksti. I vore dage bruges denne jernbanelinie fortrinsvis til at transportere kul fra West Virginia til kulkajerne ved Newport News.

### Flådens reserve
En del af den amerikanske flådes reserve – kendt som spøgelsesflåden – ligger for anker på James River ved Mulberry Island og Fort Eustis nær Newport News.